# Ранник затінковий
Ранник затінковий або ранник тіньовий (Scrophularia umbrosa) — вид трав'янистих рослин родини ранникові (Scrophulariaceae), поширений від Ірландії й Великої Британії до південної Європи й Центральної Азії. Етимологія: лат. umbrosus — «тіньовий».

## Опис
Дворічна рослина 40–120 см заввишки. Стебла і черешки крилаті. Чашолистки з широкою білоплівчатою облямівкою. Суцвіття з 3-квіткових напівпарасольок. Віночок зеленувато-червоно-бурий, 4–6 см завдовжки. Коробочка широкояйцевида, 5 мм довжиною. Рослина заввишки до 130 см, гола крім залозистих волосків на квітоніжках. Листки від яйцюватих до яйцевидно-ланцетних, 7–10 см, основи від заокруглених до субсерцеподібних, край неглибоко зазубрений. Чашечка 2–3 мм; лопаті широко яйцевиді, вершина майже округла. Насіння 0.8 мм завдовжки й 0.07 мг вагою. Насіння поширюється вітром та водою.

## Поширення
Європа: Данія, Ірландія, Велика Британія, Австрія, Бельгія, Чехія, Німеччина, Угорщина, Нідерланди, Польща, Словаччина, Швейцарія, Білорусь, Естонія, Латвія, Литва, Молдова, Росія, Україна (у т.ч. Крим), Албанія, Болгарія, Хорватія, Греція, Італія (у т.ч. Сардинія, Сицилія), Румунія, Сербія (у т.ч. Косово), Словенія, Франція; Азія: Афганістан, Іран, Ірак, Ліван, Сирія, Ізраїль, Йорданія, Туреччина, Вірменія, Азербайджан, Грузія, Росія, Казахстан, Киргизстан, Таджикистан, Китай [Синьцзян (пн.)], Пакистан (пн.). Населяє ліси й росте вздовж потоків.
В Україні зростає на берегах річок і струмків у вологих місцях — в Закарпатті в Мармарошській улоговині, на берегах річки Тиси, рідко; в Поліссі та Лісостепу, нерідко; в Степу та горах Криму, рідко. Отруйна. Входить до переліків видів, які перебувають під загрозою зникнення на територіях Дніпропетровської області й м. Севастополя.

## Галерея

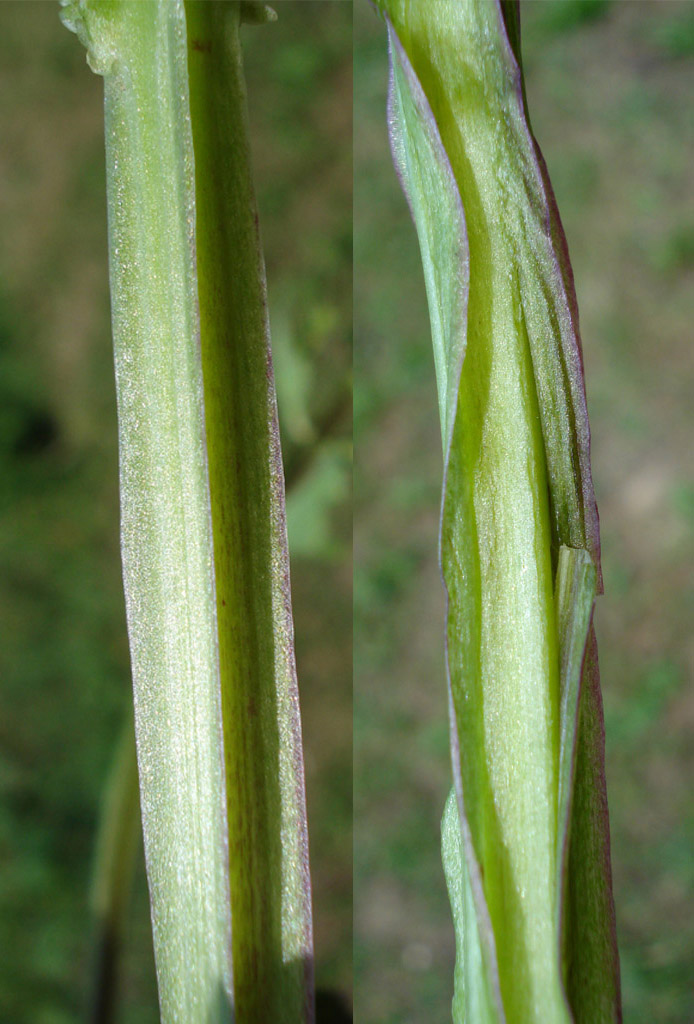
стеблина
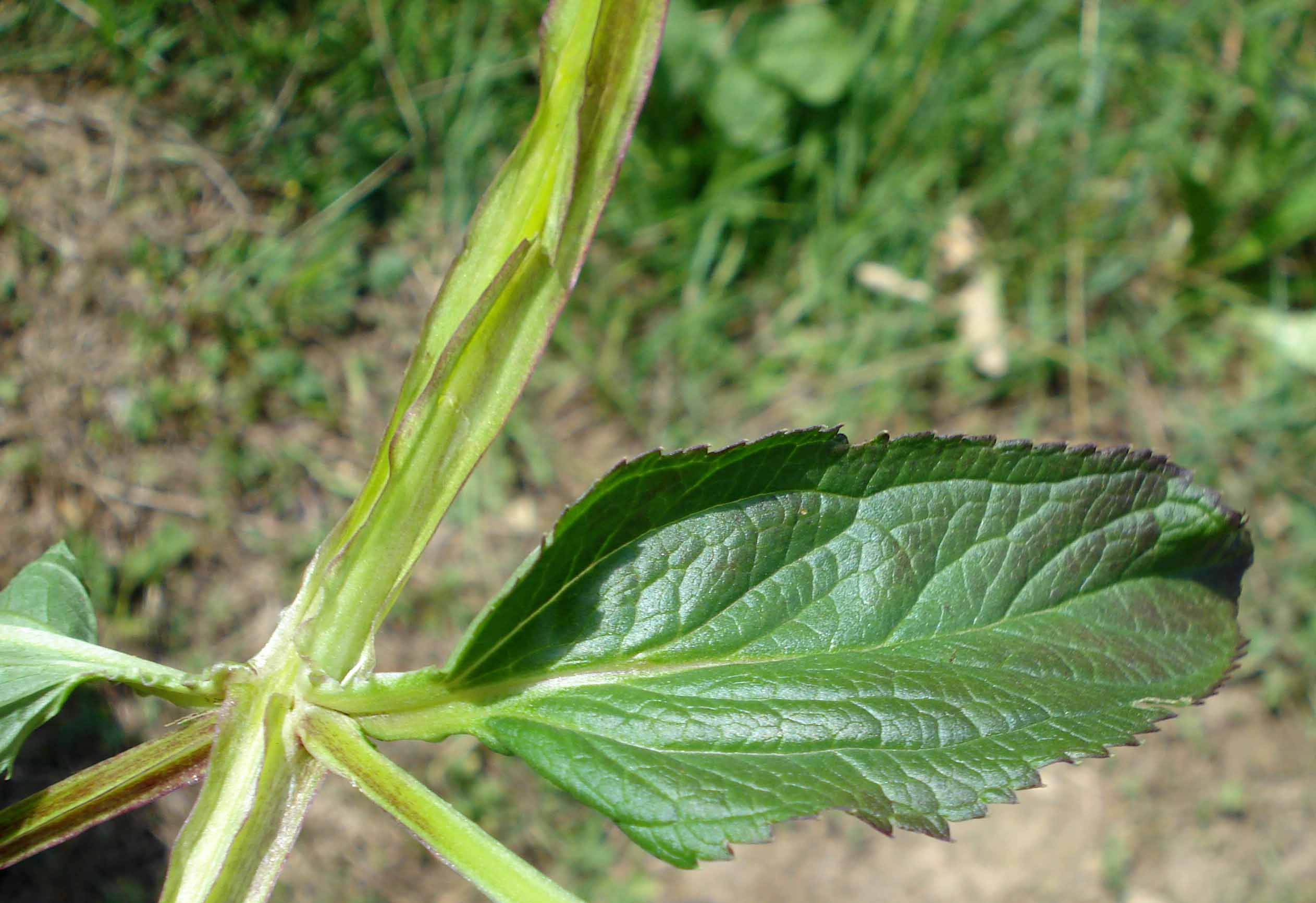
листок Scrophularia umbrosa subsp. umbrosa
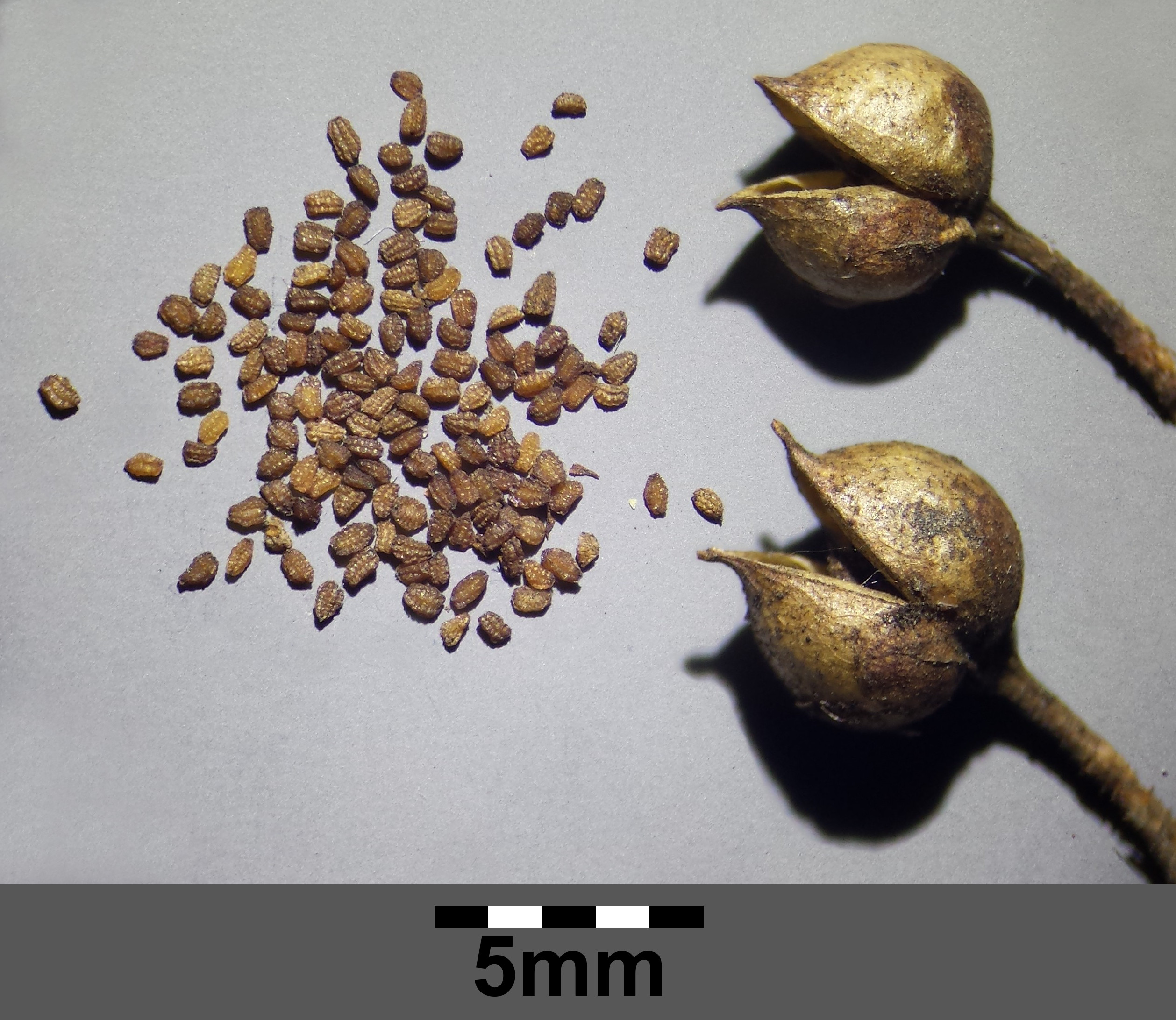
плоди з насінням
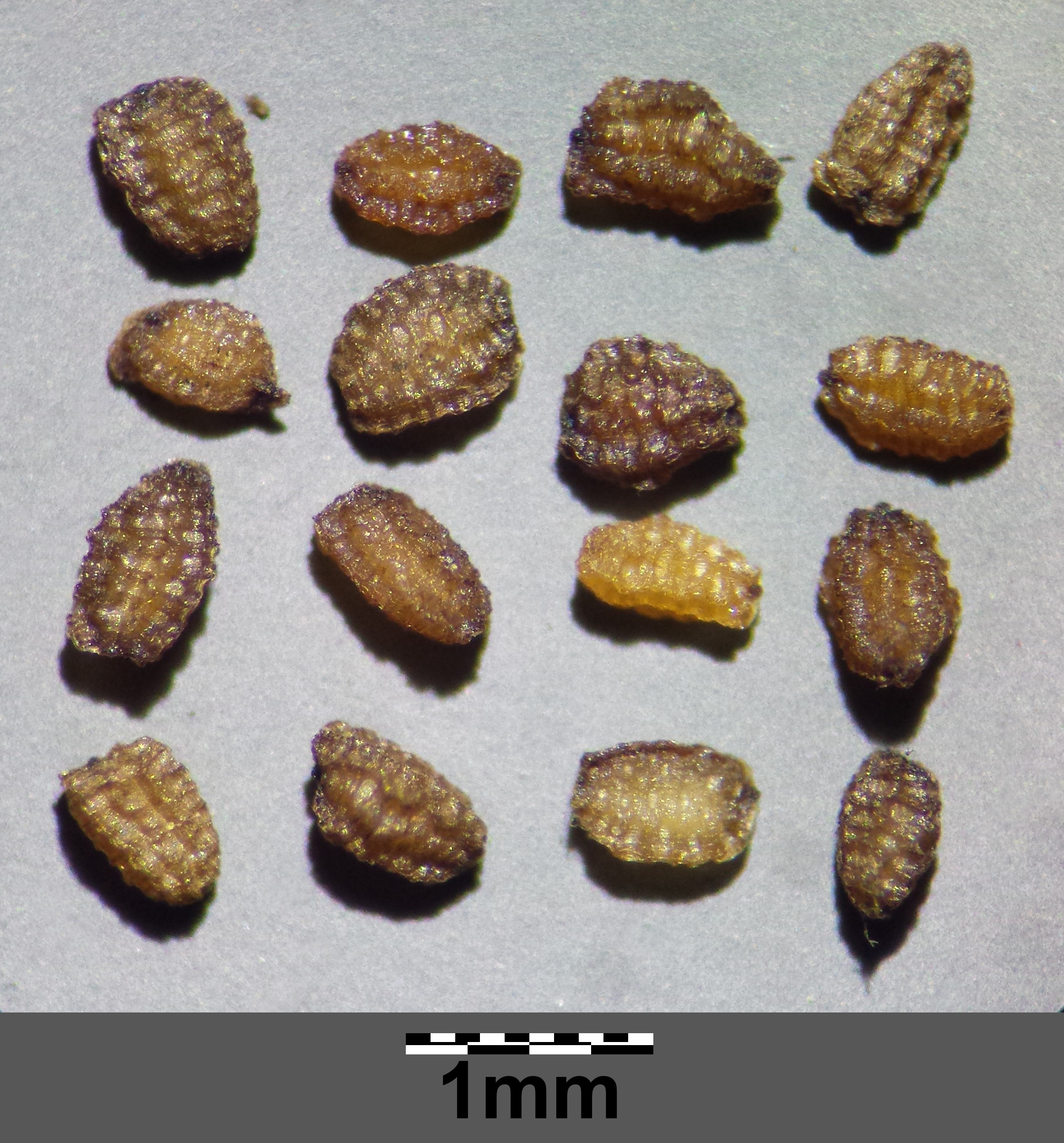
насіння
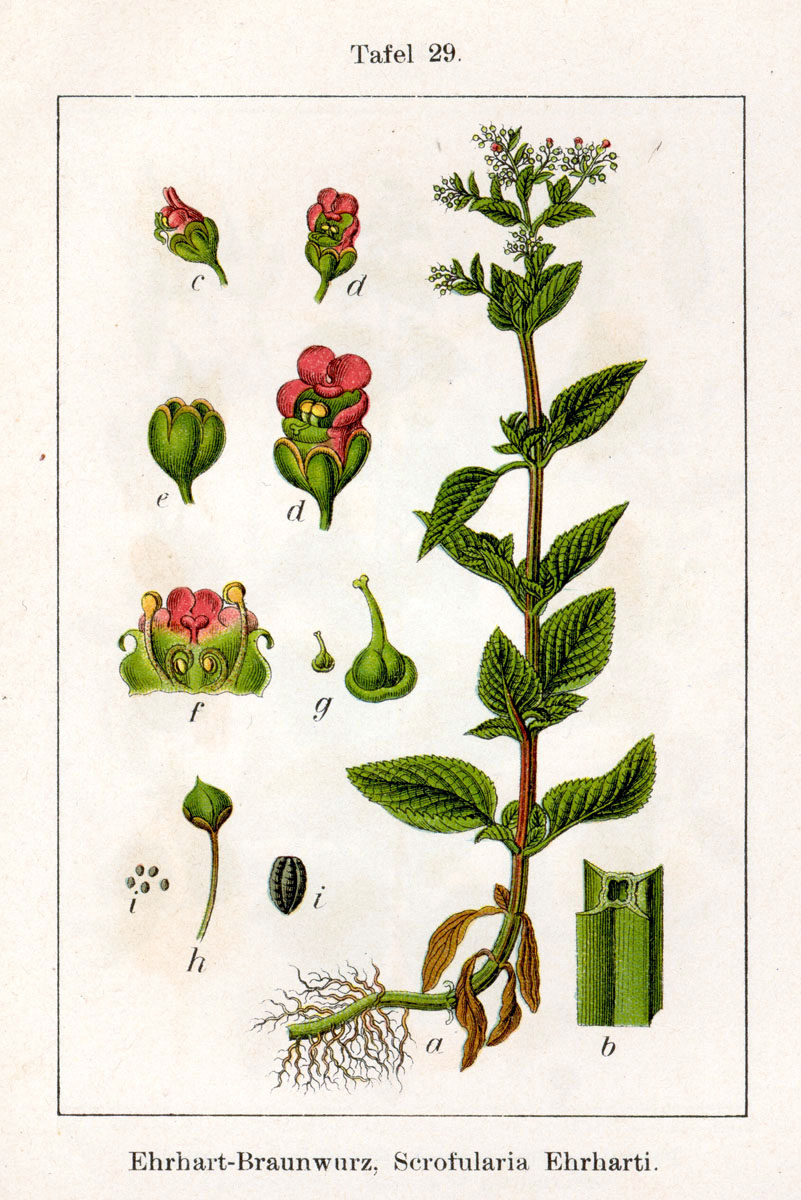
ілюстрація